# Halterofilismo nos Jogos Paralímpicos de Verão de 2012 - Até 52 kg feminino
A disputa da categoria até 52 kg feminino foi realizada no dia 1 de setembro no Complexo ExCel, em Londres.

## Medalhistas
| Ouro   | NGR Joy Onaolapo      |
| Prata  | RUS Tamara Podpalnaya |
| Bronze | CHN Xiao Cuijuan      |

## Formato de competição
Cada atleta tem 3 tentativas para efetuar um movimento válido. Uma quarta tentativa será permitida apenas se a atleta tiver a intenção de quebrar um recorde mundial ou paralímpico, no entanto, essa quarta tentativa não contará para o resultado final. Se houver empate entre duas ou mais atletas, prevalecerá aquela que tiver a menor massa corporal.

## Recordes
| Recorde mundial     | 130,5 kg | MEX Amalia Pérez | Rio de Janeiro, Brasil | 14 de agosto de 2007   |
| Recorde paralímpico | 128,0 kg | NGR Lucy Ejike   | Pequim, China          | 10 de setembro de 2008 |

A halterofilista nigeriana Joy Onaolapo quebrou ambos os recordes nesta competição.

## Resultados
| Pos.   | Atleta                              | Massa corporal (kg) | Tentativas (kg) | Tentativas (kg) | Tentativas (kg) | Tentativas (kg) | Resultado (kg) |
| Pos.   | Atleta                              | Massa corporal (kg) | 1               | 2               | 3               | 4               | Resultado (kg) |
| ------ | ----------------------------------- | ------------------- | --------------- | --------------- | --------------- | --------------- | -------------- |
| Ouro   | NGR Joy Onaolapo                    | 50,05               | 125,0           | 130,0           | 131,0           | –               | 131,0          |
| Prata  | RUS Tamara Podpalnaya               | 51,65               | 115,0           | 119,0           | 122,0           | –               | 119,0          |
| Bronze | CHN Cuijuan Xiao                    | 51,43               | 118,0           | 118,0           | 121,0           | –               | 118,0          |
| 4      | EGY Gihan Abdelaziz                 | 49,71               | 97,0            | 103,0           | 107,0           | –               | 107,0          |
| 5      | VIE Châu Hoàng Tuyết Loan           | 49,16               | 100,0           | 104,0           | 107,0           | –               | 104,0          |
| 6      | JOR Fatama Abdelghafer Ahmed Allawi | 51,45               | 80,0            | 85,0            | 88,0            | –               | 85,0           |
| —      | UKR Tetyana Shyrokolava             | 51,29               | 93,0            | 93,0            | 93,0            | –               | —              |
| —      | GBR Natalie Blake                   | 48,62               | 88,0            | 88,0            | –               | –               | DNF            |

Legenda
| Recorde mundial      | Recorde mundial (World record)               |                       | Recorde africano                      | Recorde africano (African) |                                           | Q | Classificado por posição (Qualified) |
| Recorde paralímpico  | Recorde paralímpico (Paralympic record)      | Recorde da América    | Recorde da América (Americas)         | q                          | Classificado por melhor tempo (Qualified) |   |                                      |
| Melhor marca do ano  | Melhor marca do ano (World leading)          | Recorde asiático      | Recorde asiático (Asian)              | DNS                        | Não largou (Did not start)                |   |                                      |
| Recorde nacional     | Recorde nacional (National record)           | Recorde europeu       | Recorde europeu (European)            | DNF                        | Não terminou (Did not finish)             |   |                                      |
| Recorde pessoal      | Recorde pessoal do atleta (Personal best)    | Recorde da Oceania    | Recorde da Oceania (Oceania)          | DSQ / DQ                   | Desclassificado (Disqualified)            |   |                                      |
| Recorde da temporada | Recorde da temporada do atleta (Season best) | Recorde sul-americano | Recorde sul-americano (South America) | NM                         | Sem marca (No mark)                       |   |                                      |